# ホセ・ルイス・マルティ
ホセ・ルイス・マルティ・ソレール  (José Luis Martí Soler ,  1975年4月28日 - )は、スペイン・バレアレス諸島州パルマ・デ・マヨルカ出身の元サッカー選手。サッカー指導者。現役時代のポジションはMF。

## 来歴
1994年に地元のRCDマヨルカのBチームででプロデビュー。2000年にCDテネリフェに移籍。2001-2002シーズンは実質初のプリメーラ・ディビシオンでの闘いとなったものの、19位に終わり、1年でセグンダ・ディビシオンに降格となった。
2003年7月、セビージャFCに移籍。2006年と2007年にUEFAカップ  (現：UEFAヨーロッパリーグ連覇を経験。コパ・デル・レイやスーペルコパ・デ・エスパーニャ優勝も経験した。2008年1月、レアル・ソシエダにローン移籍。
2008年7月、古巣のRCDマヨルカと契約。当時マヨルカは1997-1998シーズンからプリメーラ・ディビシオンで闘っていたが、2012-2013シーズン18位に終わりセグンダ・ディビシオンに降格。その後2シーズンプレーした後、2014-2015シーズンまでプレーし、40歳で引退した。
マヨルカでは、元日本代表の家長昭博とチームメイトだった。

## 指導者経歴
2015年11月5日、ラウール・アグネの後任としてCDテネリフェの監督に就任した。
2019年4月、デポルティボの監督に就任した。2019年6月、デポルティボを解任された。
2019年10月28日、ジローナFCの監督に就任した。
2020年8月、CDレガネスの監督に就任した。
2022年2月23日、スポルティング・デ・ヒホンの監督に就任した。

## 監督成績
2022年5月7日現在
| クラブ                         | 就任           | 退任          | 記録 | 記録 | 記録 | 記録 | 記録 | 記録 | 記録 | 記録   |
| クラブ                         | 就任           | 退任          | 試   | 勝   | 分   | 敗   | 得   | 失   | 差   | 勝率   |
| ------------------------------ | -------------- | ------------- | ---- | ---- | ---- | ---- | ---- | ---- | ---- | ------ |
| CDテネリフェ                   | 2015年11月4日  | 2018年2月4日  | 108  | 39   | 40   | 29   | 126  | 106  | +20  | 036.11 |
| デポルティーボ・ラ・コルーニャ | 2019年4月8日   | 2019年6月27日 | 13   | 7    | 2    | 4    | 16   | 12   | +4   | 053.85 |
| ジローナFC                     | 2019年10月28日 | 2020年6月30日 | 26   | 11   | 8    | 7    | 33   | 28   | +5   | 042.31 |
| CDレガネス                     | 2020年8月3日   | 2021年1月26日 | 24   | 12   | 4    | 8    | 24   | 17   | +7   | 050.00 |
| スポルティング・デ・ヒホン     | 2022年2月23日  |               | 11   | 1    | 4    | 6    | 10   | 13   | −3   | 009.09 |
| 合計                           | 合計           | 合計          | 182  | 70   | 58   | 54   | 207  | 176  | +31  | 038.46 |